# Llista d'alcaldes de Fogars de Montclús
Llista d'alcaldes de Fogars de Montclús:
- Francesc Masó i Vulart (1899 - 1904)
- Joan Valls i Tusell (1904 - 1909)
- Joan Costa i Costa (1909 - 1912)
- Josep Deumal i Castañera (1912 - 1914)
- Esteve Riera i Lladó (1914 - 1916)
- Joan Rovira i Bruguera (1916 - 1920)
- Joan Jubany i Puig (1920 - 1922)
- Joan Rovira i Bruguera (1922 - 1923)
- Esteve Argemí i Puig (1923 - 1924)
- Joan Jubany i Puig (1924 - 1930)
- Joan Rovira i Bruguera (1930 - 1931)
- Salvador Deumal i Cervera (1931 - 1933)
- Fermí Calsina i Sais (1933 - 1934)
- Joan Galofré i Sabater (1934 - 1936)
- Joan Garriga i Masó (1936 - 1939)
- Joan Martí i Giró (1939 - 1943)
- Jaume Riera i Basart (1943 - 1953)
- Josep Arenas i Cullell (1953 - 1972)
- Francesc Deumal i Planas (1972 - 1979)
- Agustí Net i Vives (1979 - 1983)
- Joan Rovira i Cervera (1983 - 1987)
- Jaume Cullell i Giró (1987 - 2011)
- Albert Rovira Rovira (2011 -)